# ARP 410 Airlines
ARP 410 Airlines (Oekraïens: Державне підприємство Завод 410 цивільної авіації «Авіакомпанія «ARP 410») was een Oekraïense luchtvrachtmaatschappij met thuisbasis in Kiev.

## Geschiedenis
ARP 410 Airlines werd opgericht in 1999 door de Kiev Repair Plant. De maatschappij werd opgeheven in 2007.

## Vloot
De vloot van ARP 410 Airlines bestaat uit: (maart 2007)
- 1 Antonov AN-30(A)
- 3 Antonov AN-26B
- 8 Antonov AN-24RV
- 2 Antonov AN-24V